# 카플라

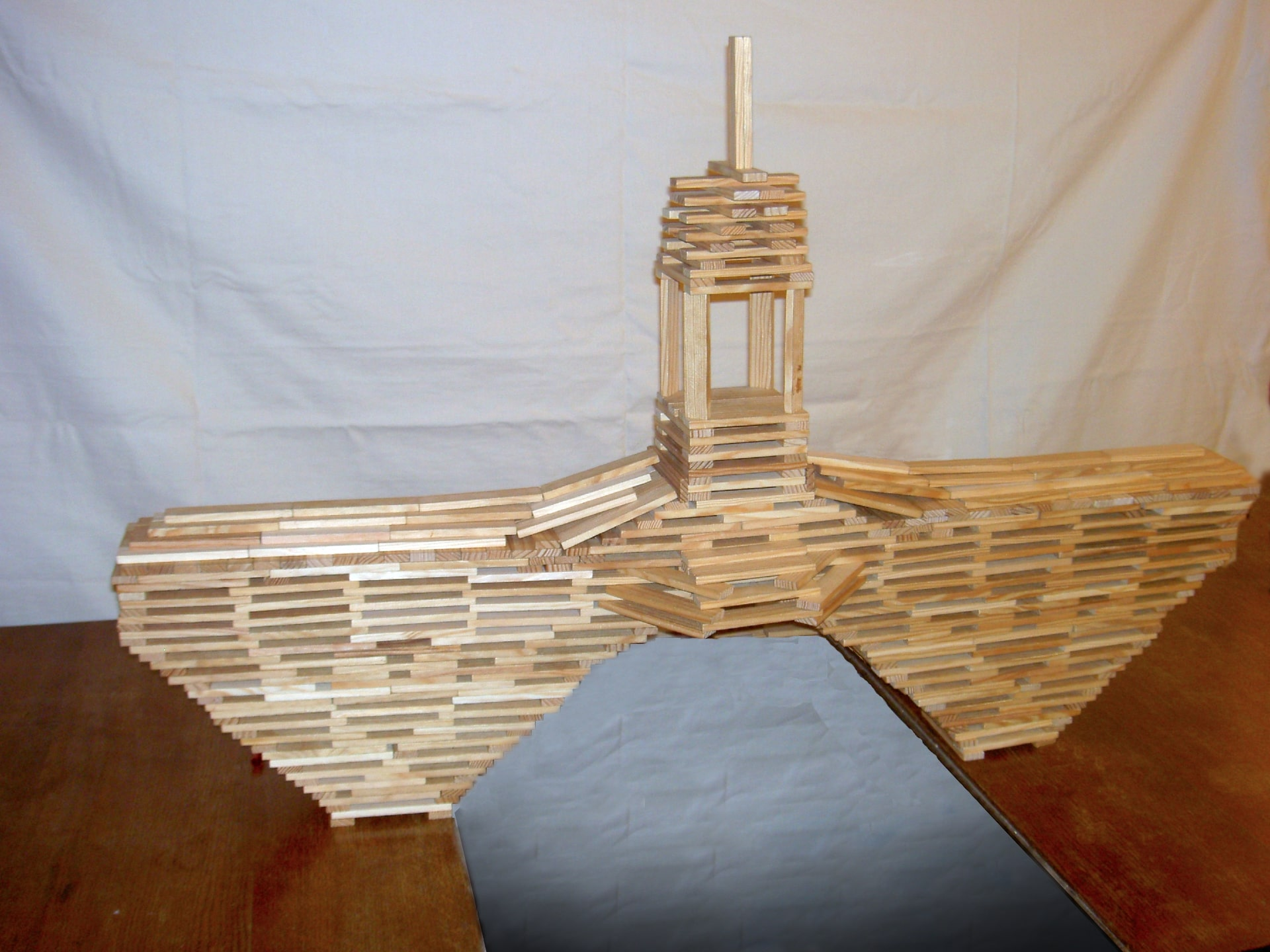
카플라 블록을 이용해 만든 다리

카플라(네덜란드어: KAPLA), 혹은 카프라는 아동과 성인용 제작 세트이다. 길이:너비:두께가 11.7cm x 2.34cm x 0.78cm로 15:3:1 비율인 나무도막으로 이루어져 있다. 이는 전통적인 블록의 비율과는 다르다. 고정 장치가 없어도 안정성을 잘 유지하는 장난감이기 때문에 상인방, 지붕, 마루 등을 만들 수 있다.

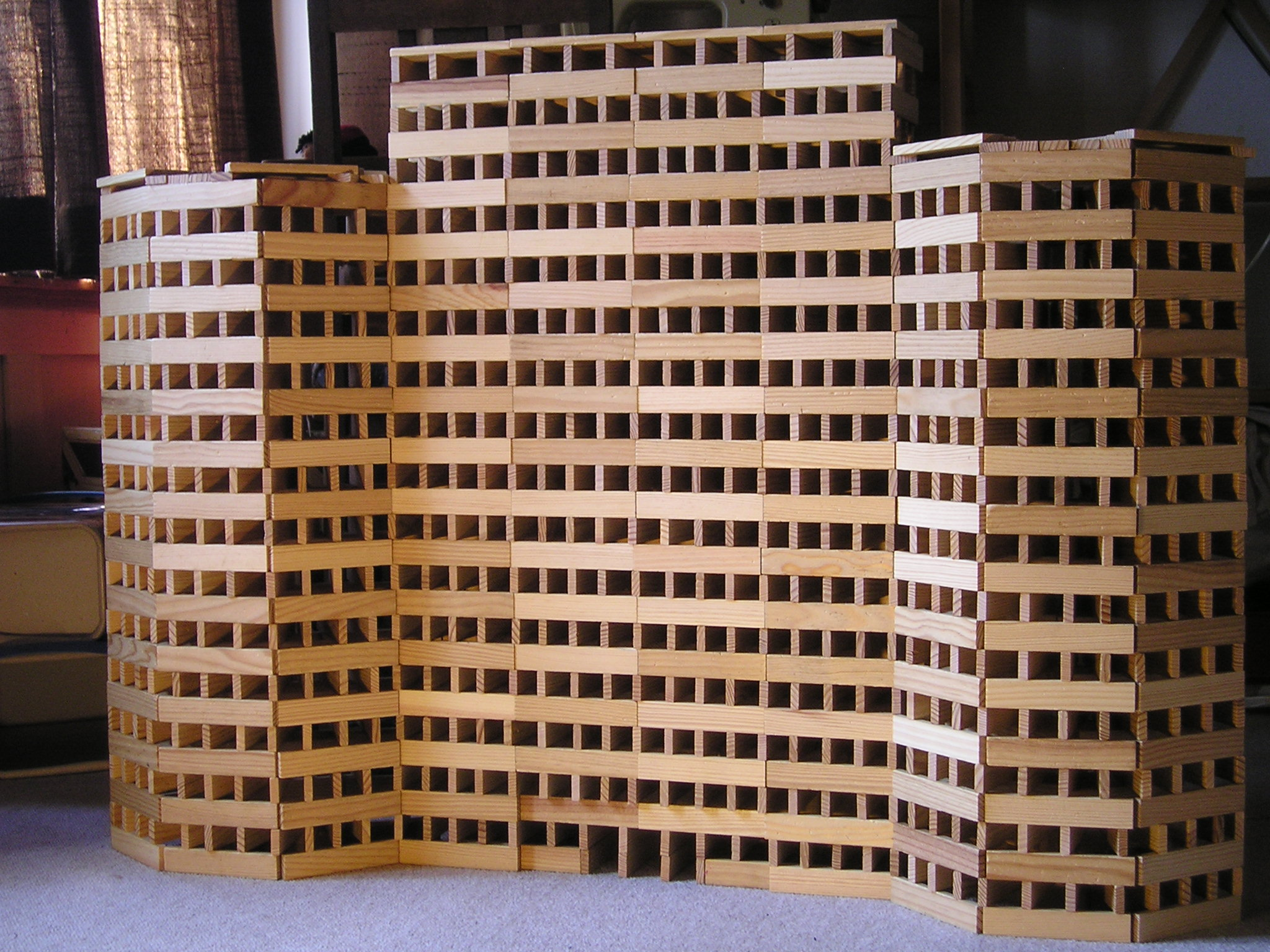
카플라 블록을 이용해 만든 빌딩

## 어원
카플라(KAPLA)라는 이름은 네덜란드어로 "카바우터르 판자"라는 뜻의 "kabouter plankjes"를 줄인 말이다.

## 역사
카플라는 1987년 네덜란드인 톰 판더르브뤼헨(Tom van der Bruggen)이 개발해 냈다. 미술사 전공자인 그는 어릴적부터 성을 만들고 싶어했다. 판더르브뤼헨은 남프랑스 타른강 인근 버려진 농장 건물에서 감명을 받고 농장 건물을 그가 꿈꾸던 성으로 탈바꿈하고자 하였다. 그는 성을 시각화하기 위해 나무 블록을 사용했는데, 사용하던 나무 블록이 상인방, 지붕, 마루와 같은 것을 제대로 표현하지 못 했기 때문에 카플라를 개발해 냈다.

## 조립
카플라는 나무 조각을 고정시키는데 접착제, 나사, 클립 등이 필요 없다. 각 조각을 다른 조각 위에 올리고, 무게와 균형을 통해 제자리에 고정시킬 수 있다.

## 종류
카플라 조각은 소나무속 나무로 만들며 여러 색깔을 칠해 판매하기도 한다. 주로 40피스부터 1000피스 세트로 판매한다.

## 건축과 예술
카플라 제작사는 카플라를 이용하는 아이들에게 영감을 불어넣기 위한 교육용 예술 서적 4권을 발매하였다. 이 책은 아이들에게 예술, 형체, 부피의 세계를 보여주고 기하학, 물리학, 테크놀로지 사용을 권장한다. 또한 이 책은 아이들이 건축의 고유하고 요구되는 특성을 이해하는 것을 돕기 위해 쓰였다.